# ملعب روز بول
روز بول (بالإنجليزية:Rose Bowl) ، هو ملعب رياضي متعدد الاستخدامات في باسادينا بولاية كاليفورنيا، وهو الملعب الخاص بفريق أوكلا برونز لكرة القدم الأمريكية والذي ينافس في الرابطة الوطنية لرياضة الجامعات. أسس الملعب سنة 1922 وكانت تبلغ عدد متفرجيها نحو 40.000 الف متفرج، وبعد التوسعة خلال عقد 1990 ، بلغ عدد متفرجيها نحو 92.542 ألف متفرج. ويعتبر هذا الملعب ذو أهمية تاريخية وتم ضمه إلى السجل الوطني للأماكن التاريخية في الولايات المتحدة الأمريكية ويرتفع 251 متر عن مستوى البحر (825 قدم).
احتضن الملعب بعض مباريات كأس العالم 1994 بما فيها المباراة النهائية التي جمعت بين البرازيل وإيطاليا وشهدت حضوراً جماهيرياً بلغ 94,194 متفرجاً.

## تاريخ الملعب
اختير الملعب ليكون الملعب الرئيسي لدورتي الألعاب الأولمبية عامي 1932 و1984 بالإضافة إلى نهائي مونديال كأس العالم عام 1994. وأيضاً استضاف الملعب بعض مباريات كاس العالم 1999 للسيدات، اجرت له عدة تجديدات كان آخرها عام 2005 وكانت مخصصة للسعة بشكل كبير فزيدت سعته من اربعين الف متفرج إلى واحد وتسعين الف متفرج، الملعب هو ثامن أكبر ملعب بأمريكا التي تشتهر بملاعبها ذوات السعة الكبيرة جدا، ويحتل هذا الملعب المركز العشرين في لائحة ترتيب أفضل ملاعب العالم، وهو أكبر الاستادات التي استضافت احداث هامة في الولايات المتحدة.

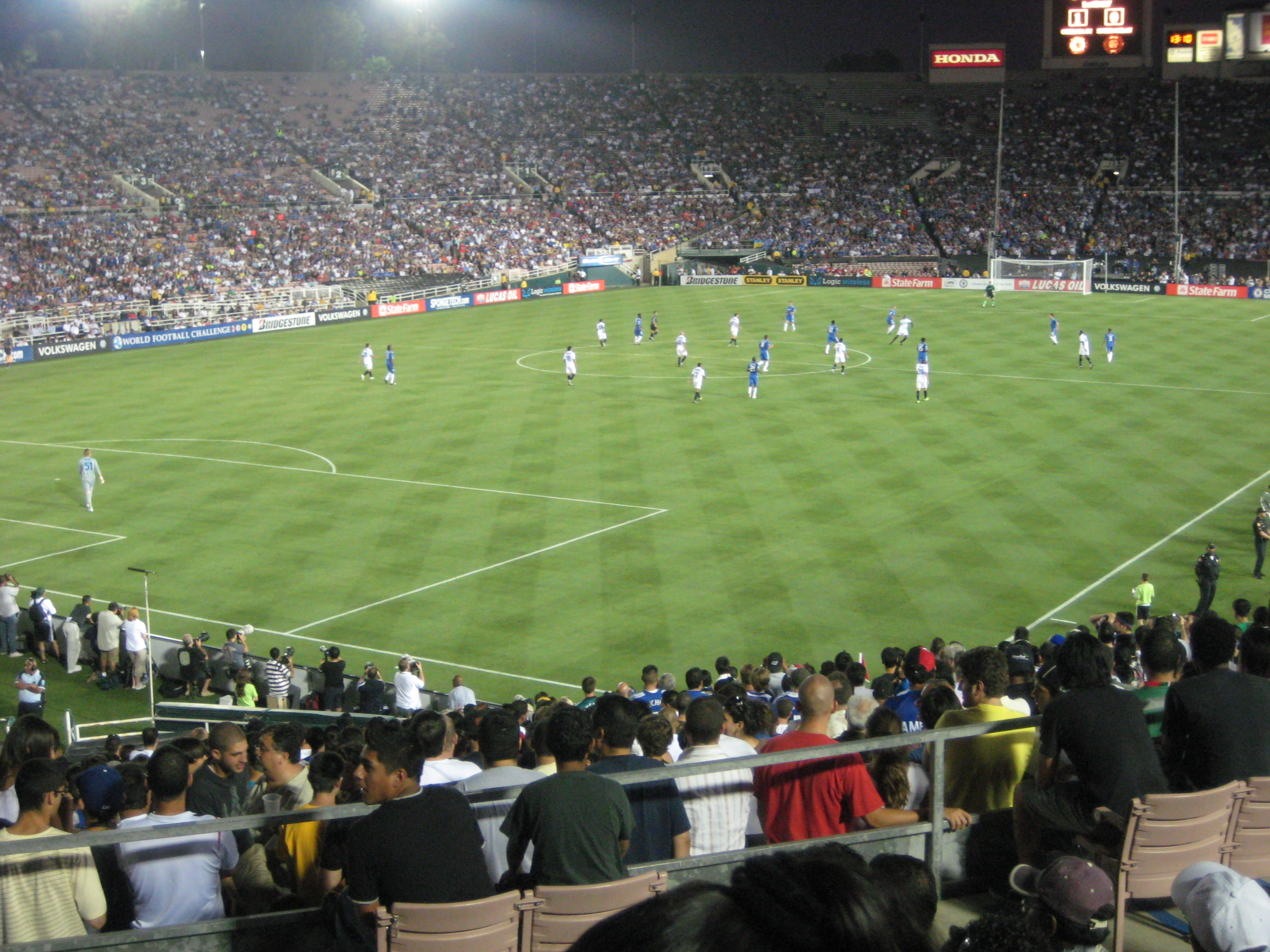
مباراة تشيلسي وإنتر ميلان الودية في ملعب روز بول سنة 2009

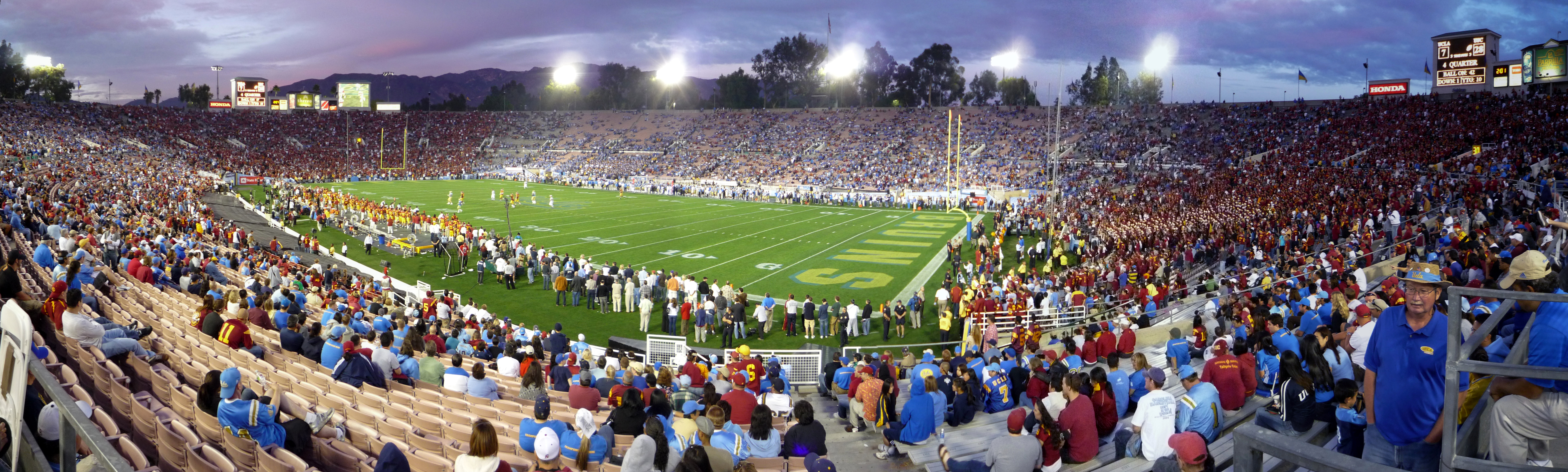
مباراة لفريق كرة القدم الأمريكية بين فريق جامعة كاليفورنيا، لوس أنجلوس وفريق جامعة جنوب كاليفورنيا